# Manfred Schurti

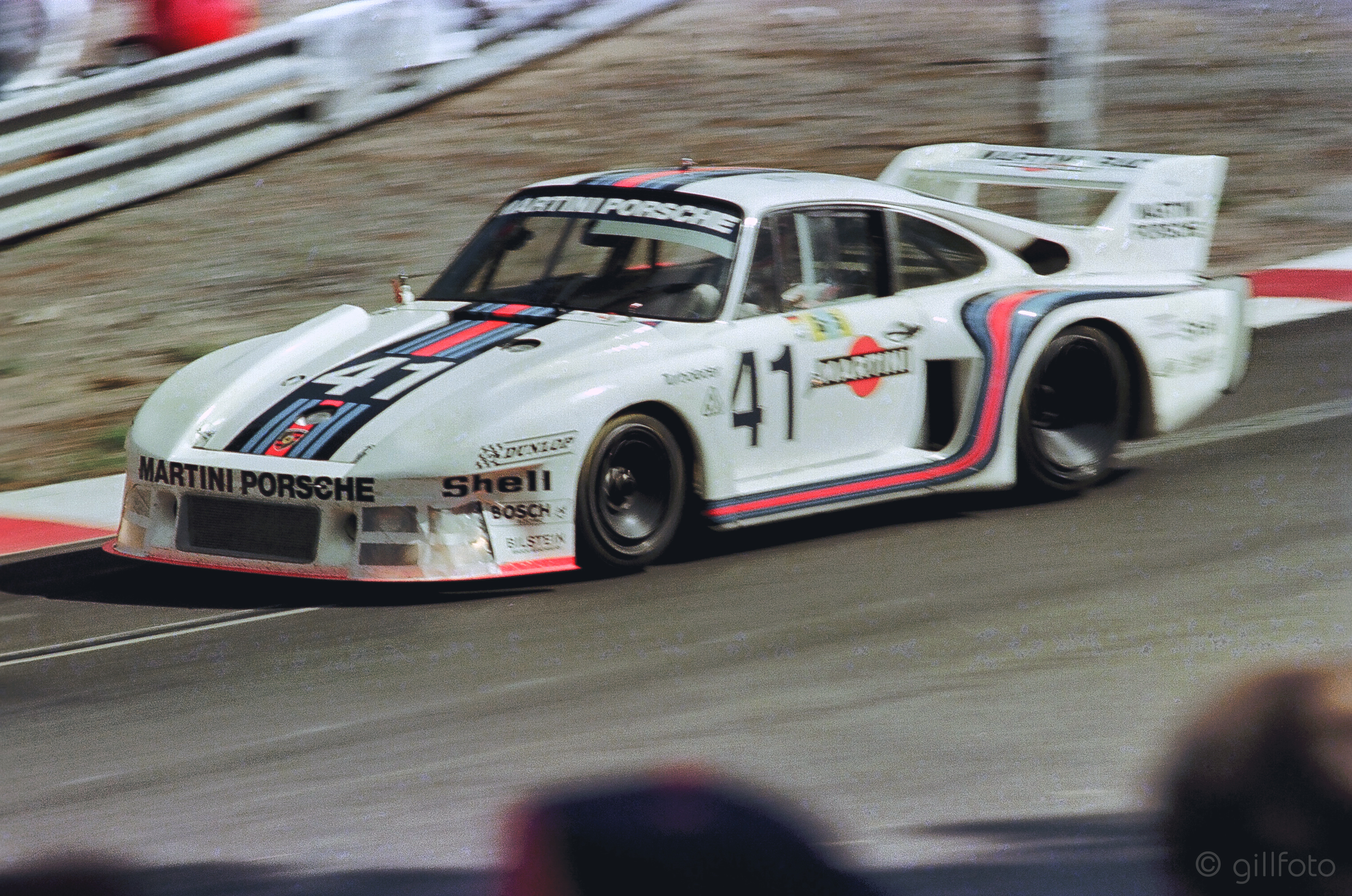
Manfred Schurti im Porsche 935/77 beim 24-Stunden-Rennen von Le Mans 1977

Manfred Schurti (* 24. Dezember 1941 in Lustenau) ist ein ehemaliger Liechtensteiner Automobilrennfahrer.

## Karriere
Manfred Schurti ist bis heute der bekannteste und erfolgreichste Autorennfahrer des Fürstentums Liechtenstein. Er kam am Heiligabend 1941, mitten im Zweiten Weltkrieg in Österreich zur Welt und begann seine Karriere Ende der 1960er-Jahre in der Formel V. 1970 wurde für diese Rennformel eine Weltmeisterschaft ausgefahren, die Schurti für sich entscheiden konnte. 1972 gewann er die Gesamtwertung der Formel Super Vau Castrol Trophy und der International Castrol GTX Trophy. Im selben Jahr wurde er zum Sportler des Jahres in Liechtenstein gewählt. Der Ein- und Umstieg in die Formel 2 verlief wenig erfolgreich – hier kam es von 1973 bis 1976 nur zu vier Starts –, sodass sich Schurti ab 1976 dem Touren- und Sportwagensport zuwandte. Er fuhr in der Deutschen Rennsport-Meisterschaft und in der Sportwagen-Weltmeisterschaft. In der Deutschen Rennsport-Meisterschaft konnte er insgesamt drei Wertungsläufe für sich entscheiden. 1980 fuhr er in der Procar-Serie, wo er einmal siegreich blieb.
Neunmal war Schurti beim 24-Stunden-Rennen von Le Mans am Start; mit dem besten Ergebnis 1976, als er gemeinsam mit Rolf Stommelen Vierter in der Gesamtwertung wurde. Der Liechtensteiner schrieb in Le Mans auch Motorsportgeschichte. 1975 gehörte er dem einzigen Fünfmannteam an, das in die Endwertung kam. Gemeinsam mit Gijs van Lennep, Toine Hezemans, John Fitzpatrick und Georg Loos wurde er Fünfter.

## Statistik

### Le-Mans-Ergebnisse
| Jahr | Team                           | Fahrzeug                | Teamkollege    | Teamkollege | Teamkollege   | Platzierung             | Ausfallgrund    |
| ---- | ------------------------------ | ----------------------- | -------------- | ----------- | ------------- | ----------------------- | --------------- |
| 1974 | Martini Racing                 | Porsche Carrera RSR     | Helmut Koinigg |             |               | Ausfall                 | Feuer           |
| 1975 | Gelo Racing Team               | Porsche Carrera RSR     | G.Lennep       | T.Hezemans  | J.Fitzpatrick | Rang 5 und Klassensieg  |                 |
| 1976 | Martini Racing Porsche Systems | Porsche 935             | Rolf Stommelen |             |               | Rang 4 und Klassensieg  |                 |
| 1977 | Martini Racing Porsche Systems | Porsche 935/77          | Rolf Stommelen |             |               | Ausfall                 | Motorschaden    |
| 1978 | Martini Racing Porsche Systems | Porsche 935/78          | Rolf Stommelen |             |               | Rang 8                  |                 |
| 1979 | Gelo Sportwear International   | Porsche 935             | Hans Heyer     |             |               | Ausfall                 | Motorschaden    |
| 1980 | Porsche System Engineering     | Porsche 924 Carrera     | Jürgen Barth   |             |               | Rang 6                  |                 |
| 1981 | Porsche System Engineering     | Porsche Carrera GTR     | Andy Rouse     |             |               | Rang 11 und Klassensieg |                 |
| 1982 | Goodrich Corporation           | Porsche 924 Carrera GTR | Pat Bedard     | Paul Miller |               | Ausfall                 | Getriebeschaden |

### Sebring-Ergebnisse
| Jahr | Team                     | Fahrzeug        | Teamkollege  | Teamkollege    | Platzierung | Ausfallgrund |
| ---- | ------------------------ | --------------- | ------------ | -------------- | ----------- | ------------ |
| 1978 | Dick Barbour Performance | Porsche 935/77A | Dick Barbour | Rolf Stommelen | Ausfall     | Aufhängung   |